# アースデイ
アースデイ、別名：地球の日（ちきゅうのひ、英語: Earth Day）は、地球の環境保護への支援を示すための毎年恒例のイベントである。初めて行われたのは1970年4月22日で、現在では、EARTHDAY.ORG（旧称：Earth Day Network）の調整のもと、世界中で幅広い種類のイベントが開催され、193カ国以上で10億人以上の人が参加している。2022年の公式テーマは、「Invest In Our Planet（私たちの惑星に投資を）」である。毎年4月22日のアースデイが広く知られているほか、それ以外の日のアースデイも存在する。

## 国際連合のアースデイ
最初にアースデイの概念が提起されたのは1969年、国際連合教育科学文化機関（ユネスコ）における環境関連の会議である。スプートニク・ショックをきっかけに米ソの宇宙協力を呼びかける平和運動などを行っていたジョン・マコーネルが提案したこの概念を最初に採用したのはサンフランシスコ市で、同市の市長であったジョセフ・アリオトは翌年の3月21日（北半球における春分の日）に世界初のアースデイを宣言した。また、マコーネルは地球の旗をアースデイのシンボルとして作成した。当時の国連事務総長であったウ・タントもこの提案を支持し、現在に至るまで3月21日は国連によるアースデイとして続いている。アースデイはウ・タントを含む世界36カ国の有力者の署名を集めており、2000年には旧ソ連大統領ミハイル・ゴルバチョフが最後の署名を行った。また、ウ・タントの要請で地球賛歌もつくられ、ウ・タントはこの歌が国連において国歌のような位置を占めることを望んだ。
毎年、この日には国連本部にある「日本の平和の鐘」が鳴らされている。
2009年の国際連合総会で、4月22日を「国際母なる地球デー」とすることが採択され、翌2010年から実施されている。

## 4月22日のアースデイ

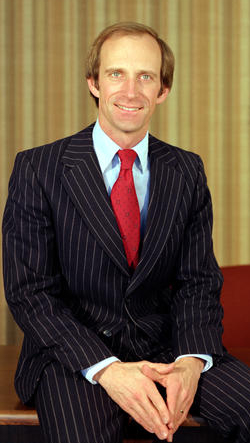
デニス・ヘイズ

アメリカ合衆国ウィスコンシン州選出のアメリカ合衆国上院議員であったゲイロード・ネルソンは、アメリカの大学生たちが気候的に過ごしやすく、休みでも試験期間中でも祝日でもないため参加しやすい日程であった1970年4月22日の水曜日をアースデイとし、主に学生に討論会への参加を呼びかけた（この日はたまたまウラジーミル・レーニンの生誕100年の日であったが、ネルソンはその事を知らなかったことから、この両者を結びつけるのは環境保護主義者に共産主義者のレッテルを貼ろうとする右派のこじつけによるものである）。この呼びかけに呼応した人間の数は2000万人以上であったとも言われている。
この時、ネルソンがアメリカ合衆国内の活動の統括役として選び出したのが、当時スタンフォード大学の大学院生であったデニス・ヘイズである。ヘイズはガレット・デュベルを編集者として討論集会の為のハンドアウトを作成するなど、ネルソンの構想に協力して集会を成功に導いた。ヘイズはこれをきっかけとして大学を去り、アースデイの定着に力を注いだ。
その後、4月22日のアースデイ集会という運動形態は、全世界へ広まっていった。またアメリカでは、この行動によって、環境問題に対して人々の関心が払われるようになり、環境保護庁の設置や各種環境保護法が整備された。
1990年には米国、ソ連、中華人民共和国が協力してエベレストを登山するアースデイ20国際平和クライムが行われた。

## 日本におけるアースデイ
日本においては、1990年から2000年までを一つの区切りとして、毎年4月を中心にアースデイに関連する催しや取り組みが続けられたが、2001年以降もTOKYO FMとJFNの共同主催で行われている、「EARTH×HEART LIVE」など様々な解釈や形態のもと継続的に行われている。
2023年6月1日に、EARTHDAY.ORGが日本のアースデイアンバサダーにLUNA SEAのSUGIZO（杉原有音）を任命した。